# Fontenelle-Montby
Fontenelle-Montby är en kommun i departementet Doubs i regionen Bourgogne-Franche-Comté i östra Frankrike. Kommunen ligger i kantonen Rougemont som tillhör arrondissementet Besançon. År 2022 hade Fontenelle-Montby 81 invånare.

## Befolkningsutveckling
Antalet invånare i kommunen Fontenelle-Montby
Referens:INSEE